# Albert Camus et la Parole manquante
Albert Camus et la Parole manquante est un essai d'Alain Costes consacré à Albert Camus et publié en 1973. Le cheminement intellectuel de l'écrivain est étudié sous un angle psychanalytique, et décomposé en trois « cycles » : le cycle de l'absurde, le cycle de la révolte et le cycle de la culpabilité. 

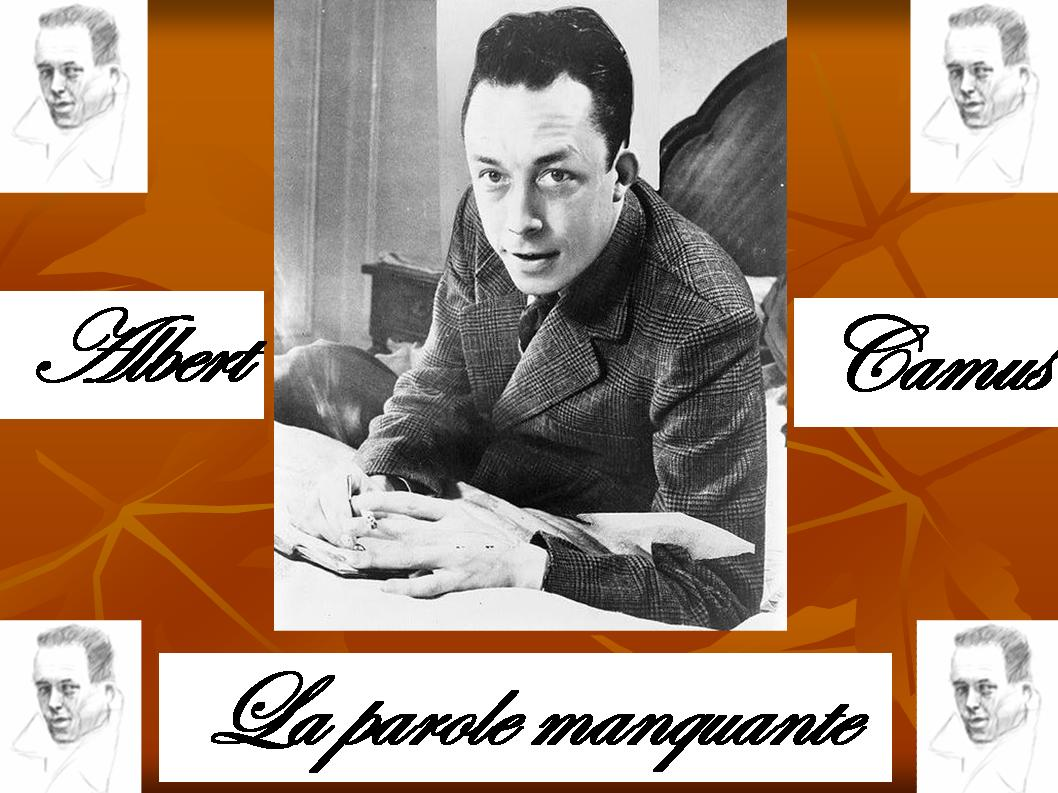

## Cadre conceptuel
Alain Costes se propose de saisir le cheminement intellectuel d'un des écrivains français les plus lus, aussi bien dans son pays que dans le monde. C'est à dessein qu'il a placé cette citation de Camus en tête de son ouvrage :

« Comme les grandes œuvres, les sentiments profonds signifient toujours plus qu'ils n'ont conscience de le dire. »

— Le Mythe de Sisyphe
Alain Costes fonde son étude sur une double approche, à la fois textuelle sur l'analyse des textes de Camus -la plus exhaustive possible- et sur une approche biographique de l'homme. Pour lui, les deux approches sont complémentaires pour rendre compte le plus exactement possible de ce qui a fondé la démarche camusienne. Son objectif est de rechercher ce qui fait le désir de création d'un écrivain comme lui et de s'attacher à expliquer les modes de sublimation littéraire : pourquoi est-il devenu écrivain, « où puise-t-il son énergie créatrice ? »
Il est certain que dans son cas le fait parental est un élément évident. D'une part, il n'a pas suffisamment connu son père, mort pendant la guerre en 1914, un an après la naissance d'Albert, pour en garder la moindre image. D'autre part, sa mère, douce et peu loquace, s'est toujours effacée derrière la figure autoritaire de la grand-mère. L'enfant est donc rapidement confronté à une forte absence parentale. Pour combler ce manque, il va rechercher en particulier des substituts de père, qu'il va trouver chez son instituteur monsieur Germain puis chez Jean Grenier, son professeur de philosophie au lycée d'Alger (ce qu'Alain Costes appelle des « imagos »). Il leur impute son amour pour le football, dont son instituteur était particulièrement féru, de la nage et de la mer, qui lui viendrait de son oncle tonnelier qui vivait avec eux chez la grand-mère, et de l'écriture qu'il tiendrait du professeur Jean Grenier.
Son amour du théâtre en découle largement : « Le théâtre transportait Camus dans le monde qui était exactement le sien du fait de ses identifications paternelles littéraires. »

## Cycle de l'absurde

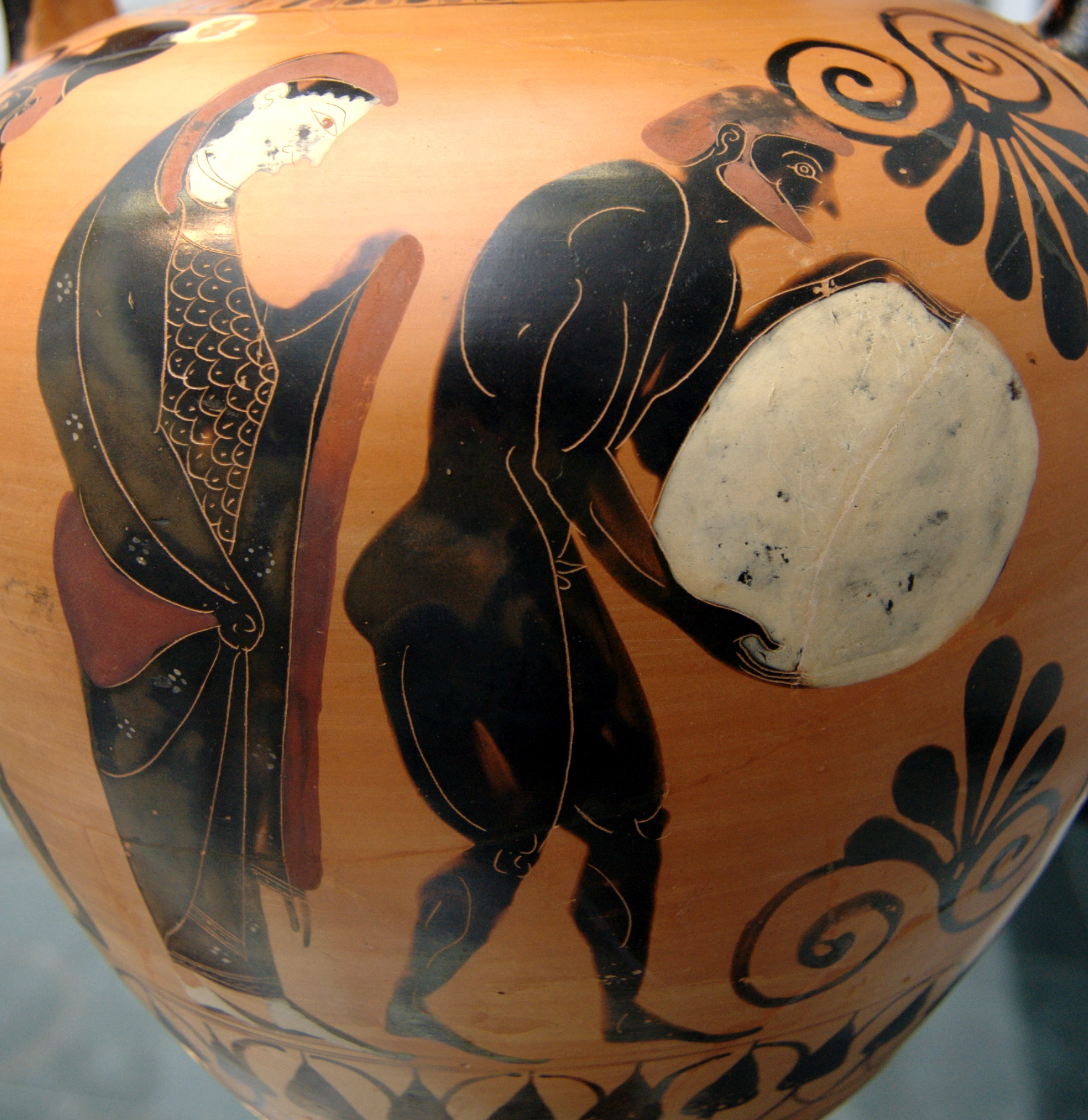
Sisyphe

« L'homme que je serais si je n'avais été l'enfant que je fus. »
— Carnets tome 2, page 137.
Apparemment, La mort heureuse son premier roman, s'inscrit dans un cadre œdipien banal : Mersault entretient une liaison avec Marthe qui va de temps en temps voir Zagreus, son ancien amant. Mais Mersault tue Zagreus dans une crise de jalousie. Tout se complique cependant  : Mersault a surtout tué Zagreus pour le voler, Zagreus l'estropié, (comme l'oncle de Camus) infirmité qu'il a rapportée de la guerre, cette  guerre où son père est mort. Voilà la raison essentielle du meurtre de Zagreus par Mersault, cet homme silencieux qui rappelle à Camus cette mère absente et murée dans son silence.
L'analyse d'Alain Costes est confortée par un article où les difficultés de Meursault se traduisent ainsi : échec du travail de deuil, perte de contact avec la réalité et rupture des relations objectale. C'est en quelque sorte le fantasme de Camus qui a pour titre L'Étranger.
L’ambivalence de Camus, le côté positif qu’il investit dans la Nature idéalisée et le côté négatif d’une perte de contact avec la réalité, c’est d’abord son premier recueil de nouvelles où l’on retrouve dans le titre cette dualité : « l’endroit » qu’il projette sur la Nature, sur l’amour  et « l’envers » qui représente le monde absurde et angoissant. Face à cette angoisse, à ses tentations suicidaires – le suicide est « le seul problème philosophique » - Camus veut exprimer son pari pour la vie, par-delà l’absurde à travers l’analyse qu’il livre dans Le Mythe de Sisyphe.
« Quoi qu’il en soit, écrit Alain Costes, la pierre angulaire de la pensée de Camus réside dans les silences de sa mère. Comme les mythes, les silences sont faits pour que l’imagination les anime. »  Il rêve d’une 'philosophie du minéral', « à force d’indifférence et d’insensibilité, il arrive qu’un visage rejoigne la grandeur minérale d’un paysage ».
C’est la bonne mère Nature qui réapparaît mais sous une forme dénudée, hiératique, celle où il est souvent question de pierre ou de désert. Le Malentendu aussi est une tragédie du mutisme, de la non communication, « comme toutes les œuvres du cycle de l’absurde ». En février 1943, quand Camus termine Le Malentendu, il note dans ses carnets : « C’est le goût de la pierre qui m’attire peut-être tant vers la sculpture. Elle redonne à la forme humaine le poids et l’indifférence sans lesquels je ne lui vois de vraie grandeur ». Comme le sculpteur qui fait parler la pierre, « Camus peuple le silence maternel de ses fantasmes ». C’est le mythe de Niobé, réduite au silence pour avoir provoqué la mort de ses enfants. Ce silence qui fascine tant Camus et lui renvoie l’image de sa mère, il va le vaincre par l’écriture, oralité du langage, qui tient aussi à son père mort et à son oncle muet.

## Cycle de la révolte

La révolte selon Delacroix

La conception de La Peste est difficile, laborieuse, trois versions se succèdent pour composer, recomposer, peaufiner son texte. Pour Alain Costes, ce long et pénible travail exprime la « restructuration progressive du moi physique camusien ». Camus précise ainsi son objectif : « Faire ainsi du thème de la séparation le grand thème du roman; c’est le thème de la mère qui doit tout dominer ». C’est un Camus recomposé en 4 personnages, expression de la restructuration de son Moi : le docteur Rieux est le résistant Camus, Tarrou est le fils dont le père (comme celui de Camus) assista à une exécution capitale, Rambert le journaliste que la peste sépare de sa femme et Grand le long travail de création.
En octobre 1948 est jouée la première de L’État de siège. Dans cette pièce, les habitants de Cadix vivent une vie insouciante quand survient le tyran Peste et sa secrétaire. Seul Diego s’oppose au tyran et se sacrifiera pour qu’il parte. Mais ici c’est l’image paternelle du tyran qui est maléfique, alors que l’imago maternel est valorisé et Diego va engager une lutte victorieuse contre le Père. Cette évolution indique selon Alain Costes, que Diego-Camus « aborde très clairement la situation œdipienne ».
Les Justes, cette pièce ou des révolutionnaires russes doivent tuer le Grand-duc, représentant du tsar (donc le Père) repose sur l’histoire du meurtre du père et l’histoire d’une passion avec Dora-Kaliayev. Les amants se rejoignent enfin au-delà de la mort dans un acte qui transcende leur amour contrairement à l’histoire de Victoria et de Diego dans L'État de siège. C’est pourquoi Alain Costes peut soutenir que pour la première fois, on y trouve une problématique authentiquement œdipienne.
Lors de la gestation de L'Homme révolté, Camus prend ses distances vis-à-vis de ses premiers maîtres, André de Richaud, André Gide, André Malraux, les philosophes allemands… et même Jean Grenier dont il dit : « rencontrer cet homme a été un grand bonheur. Le suivre aurait été mauvais, ne jamais l’abandonner sera bien ». L’Homme révolté, c’est la recherche de la mesure, ce qu’il appelle la « pensée de Midi ». Camus veut dépasser le thème de l’absurde en repartant du mythe de Sisyphe, « je crie que je ne crois à rien et que tout est absurde, mais je ne puis douter de mon cri et il me faut au moins croire à ma protestation. C’est ce dépassement qui devient révolte. Touche après touche, Camus trace à partir des faits accumulés (le recours au rationnel) ce qu’il appelle la mesure, qui doit permettre de concilier dimensions personnelle et collective, justice et liberté. On assiste selon Alain Costes au « passage d’une pensée antithétique à une pensée dialectique, La Pensée du Midi, synthèse de liberté et de justice, de culpabilité et d’innocence, d’individuel et de collectif, de personnel et de lucide.

## Cycle de la culpabilité

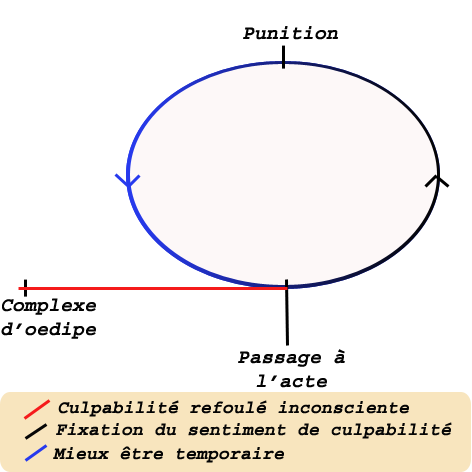
Schéma de la culpabilité

Dans L'Exil et le Royaume, aussi bien Janine La Femme infidèle dépressive qui, dans le Sahel loin de chez elle, perd ses repères et sa confiance en elle-même que dans Le Renégat, cet « esprit confus » qui cherche une rédemption masochiste jusque dans le désert saharien, ces deux héros dépressifs se vivent en tant qu’objet, « en état de totale dépendance », en quête d’un objet perdu (le mari pour elle et le père pour lui).
On retrouve cette tendance dans la nouvelle Retour à Tipasa où Camus est effectivement retourné, mais en hiver cette fois, contraste marquant avec le Tipasa de Noces écrasé de soleil. Il y trouve un temps de mélancolie et la frustration du retour à Paris car « il y a la beauté et il y a les humiliés ». Il emportera « une petite pièce de monnaie », beau visage femme côté pile et face rongée de l’autre côté.
La dépression latente, l’extrême difficulté à écrire s’inscrit dans les deux Jonas. La nouvelle conte l’histoire –très autobiographique- d’un peintre qui laisse envahir sa vie et ne parvient plus à exercer son art.  Il en arrive à vivre dans la gêne, à se réfugier dans une espèce de cagibi dans lequel Alain Costes voit comme un rappel de l’utérus, régression ultime de la dissolution du Moi. Dans la seconde version plus optimiste, un mimodrame, Jonas se reconstruit en peignant une immense toile mais sa prise de conscience sera fatale à son 'objet', à sa femme qui dépérit et finit par mourir. Dans la seconde version, Camus est dans son élément, la réalité théâtrale où il va désormais se réfugier pour quelques années, échappant dans l’adaptation théâtrale au contenu, au fond qu’il emprunte aux auteurs qu’il adapte.
La seule nouvelle de L'Exil et le Royaume qui soit plus « optimisme » (porte ouverte au Royaume) s’intitule La Pierre qui pousse. Cette  pierre rappelle bien sûr le rocher de Sisyphe mais ici le héros d’Arrast va se débarrasser de sa pierre en la déposant  chez son ami le coq. Selon Alain Costes, ce n’est qu’en retrouvant la parole par sa discussion avec le coq que d’Arrast va pouvoir « évacuer son objet persécuteur (jeter sa pierre) et clore son travail de deuil ».
Dans La Chute, son héros Clamence va s’infliger un châtiment radical pour apaiser sa culpabilité, devenir sourd à ce cri, ce corps qui tombe à l’eau et le poursuit depuis si longtemps. Il s’installe dans cette ville de canaux et de brume, lui qui n’aime que le soleil de la Méditerranée, dans le « malconfort », « cette cellule de basse-fosse », comme Jonas va s’isoler dans sa soupente. De là, il va pouvoir prendre à témoin le monde entier, s’auto accuser, « projeter son surmoi sur le monde extérieur », se réfugier dans ce personnage double de juge-pénitent. 
Ces années cinquante sont les années où Camus se lance dans l’adaptation et la direction théâtrale. Il y a, comme le note Roger Quilliot, des raisons objectives, le décès de Marcel Herrand, « la crise physique et morale confinant à la dépression » qui mobilise une partie importante de ses forces. Mais Alain Costes y voit surtout l’omnipotence des images du père, « retour au théâtre, retour aux grandes admirations adolescentes, retour au Père ».
En 1959, Camus tourne une nouvelle page. C’est en janvier, la première des possédés qui lui a coûté tant de temps et d’efforts, en novembre il commence à écrire Le premier homme, double quête de la mère et du père où « Camus avait retrouvé sa créativité » à travers la sublimation par l’écriture.